# 吉浦康裕

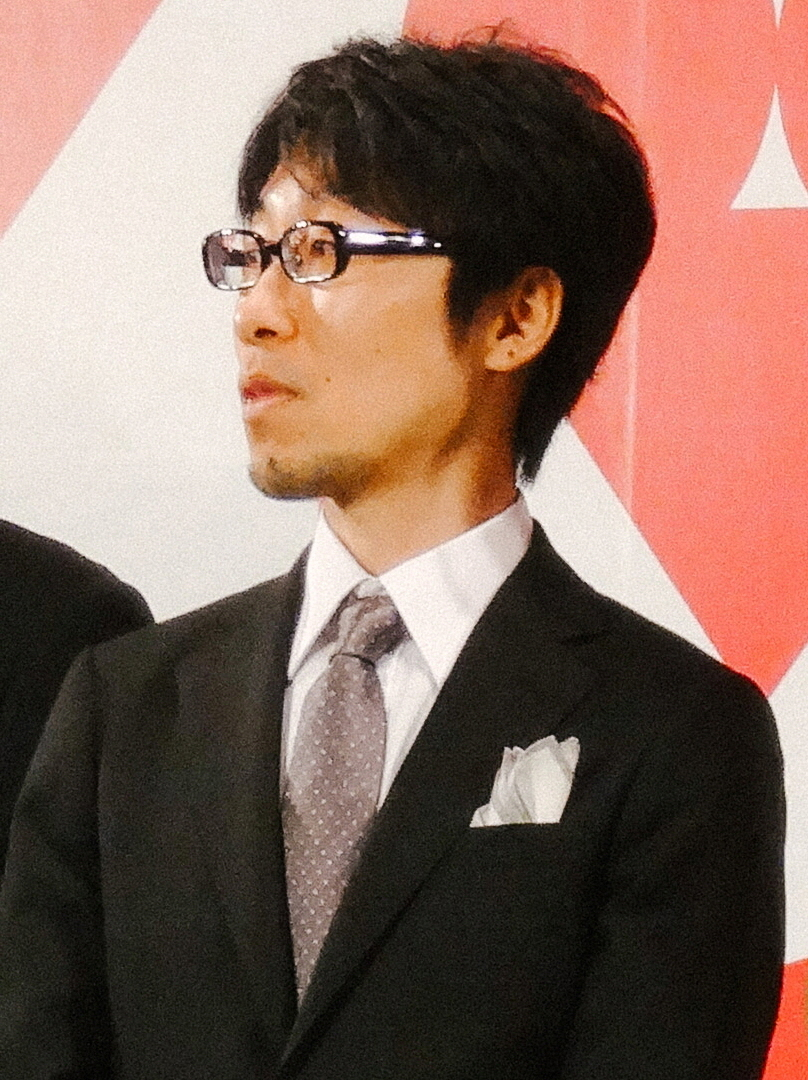

吉浦康裕（日语：よしうら やすひろ，1980年4月3日—）是一位日本動畫編劇、導演。出生於北海道，現居東京都。畢業於九州藝術工科大學、藝術工學專業畢業。六花工作室代表。
曾參與原臺南警察署、林百貨店等日治時代建築師梅澤捨次郎是他的曾祖父。

## 履歷
吉浦康裕大學時代就開始製作動畫，並且在日本國內以及國外發表。吉浦康裕在學時就拿過日本數位動畫節（ジャパンデジタルアニメーションフェスティバル）2001的。
吉浦康裕在高中時代因為欣賞過《新世紀福音戰士》，後來因此參與《福音戰士新劇場版：破》的製作。

## 作品
- 竜巻を追って（自主制作小說，1991年）
- 我ハ機ナリ（自主制作動畫，2000年）
- 側聽的禮儀（自主制作動畫，2001年）
- 水之語（自主制作動畫，2002年）
- 蒼之繭（日语：ペイル・コクーン）（個人製作動畫，2005年）
- ポップジャム（節目片頭動畫，2006年）
- 夏娃的時間（動畫系列，原作劇本監督，2008年 - 2009年）
- 福音戰士新劇場版：破（設計工作，2009年）
- 夏娃的時間 劇場版（剧场動畫，原作・劇本・監督，2010年）
- noitaminA（深夜動畫時段，OP Jingle，2010年）
- 夜櫻四重奏（OAD，片頭CG製作，2010年）
- 小鎮有你（OAD，總監督，2012年）
- 顛倒的帕特瑪（剧场動畫，原作・劇本・監督，2012年）
- Harmonie（日语：アルモニ (映画)）（原作・劇本・監督，2014年）
- 发电机33号（原作・劇本・監督，2015年）
- 歷史機關（原作・劇本・監督，2015年）
- 机动警察 REBOOT（監督・剧本，2015年）
- 讓我聽見愛的歌聲（動畫電影，原作・劇本（与大河内一楼共作）・監督，2021年）

## 外部連結
- 官方網站
- Anime News Network profile（页面存档备份，存于）
- Official Time of Eve website（页面存档备份，存于）
- 吉浦康裕的X（前Twitter）